# Шеню, Жан-Шарль
Жан-Шарль Шеню (фр. Jean-Charles Chenu; 30 августа 1808, Мец — 12 ноября 1879, Париж) — французский врач и натуралист.
Жан-Шарль Шеню начал изучать медицину в Меце и Страсбурге и завершил в Париже в 1825 году. Начал военную карьеру в службах здравоохранения. Принял участие в 1829 году в завоевании Алжира Францией в качестве военного хирурга. Получил докторскую степень в Страсбурге в 1833 году. Когда на юге Франции вспыхнула эпидемия холеры, Шеню исцеляет префекта, Габриэля Делессера, и с этого начинается их дружба. Делессер поручает Шеню опеку над своей коллекцией образцов естественной истории, где, в частности, было много моллюсков. В 1855 году Шеню был назначен на должность старшего врача 1 класса и участвует во французской экспедиции в Крым. Вышел на пенсию в 1868 году. Жан-Шарль Шеню опубликовал много трудов по медицине и естествознанию.

## Труды
- Rapport sur le choléra-morbus (1835)
- Illustrations conchyliologiques ou Description et figures de toutes les coquilles connues vivantes et fossiles, classées suivant le système de Lamarck, etc. (1842—1854)
- Leçons élémentaires d’histoire naturelle, comprenant un aperçu sur toute la zoologie et un Traité de conchyliologie (1846)
- Encyclopédie d’histoire naturelle ou Traité complet de cette science d’après les travaux des naturalistes les plus éminents, (1850—1861) accompagné des Tables alphabétiques des noms vulgaires et scientifiques de tous les animaux décrits et figurés dans cette encyclopédie, dressées par Desmarests
- Manuel de conchyliologie et de paléontologie conchyliologée (1859—1862)
- Leçons élémentaires sur l’histoire naturelle des oiseaux (1862—1863)